# Bartender (песня Ланы Дель Рей)
«Bartender» (с англ. — «Бармен») — песня американской певицы Ланы Дель Рей с шестого альбома Norman Fucking Rockwell!. Была выпущена 30 августа 2019 года, наряду с остальными треками лонгплея. Авторы — сама исполнительница и неоднократно сотрудничавший с ней композитор Рик Ноуэлс. «Bartender» получила положительные отзывы критиков, охарактеризовавших её как фортепианную минималистичную балладу.

## Предыстория и запись
Осенью 2017 года, после выпуска пятого альбома Lust for Life, Дель Рей переживала творческий кризис и не заниматься написанием песен, но решила попробовать себя в поэзии, результатом чего стал сборник Violet Bent Backwards Over the Grass (2020). В конце года певица все же приступила к работе надо новым альбомом, Norman Fucking Rockwell!, и вскоре была записана «Bartender», на студии The Green Building в Санта-Монике, Калифорния. Текст трека был написан Дель Рей, а музыка — Риком Ноулсом, частым соавтором и другом певицы.

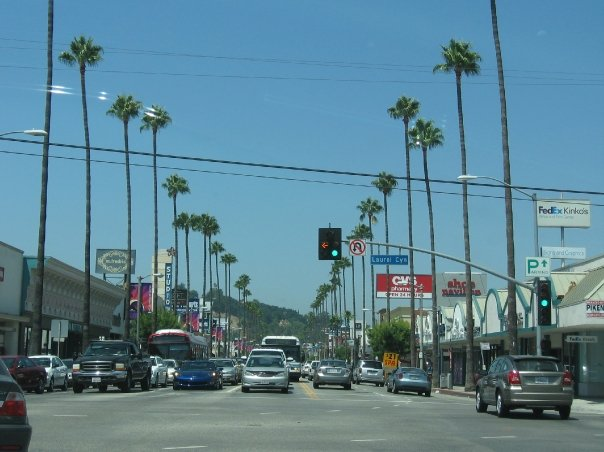
Бульвар Вентура — Бульвар Лорел Каньон, Лос-Анджелес, Калифорния

Впервые композиция была упомянута Дель Рей в коротком интервью для Pitchfork, взятым перед 60-й церемонией «Грэмми» 28 января 2018 года, где Lust for Life был представлен в категории «Лучший вокальный поп-альбом». Певица отметила, что не знает, станет ли трек частью шестого лонгплея. 31 июля 2019 года был опубликован список композиций пластинки, в котором числилась «Bartender».

## Композиция и критика
«Bartender» — баллада с минималистичным аккомпанементом на фортепиано. Текст песни посвящён преследованию Ланы со стороны поклонников и папарацци, — данная тема встречалась во многих других треках Дель Рей, например, в «High by the Beach» и «13 Beaches», — а также отсылает к Лорел Каньону, повторяющемуся мотиву песен Norman Fucking Rockwell и символу калифорнийской поп-культуры 1960-х и 70-х годов. «Bartender» начинается со строк «Все леди каньона / Надевают чёрное на домашние вечеринки», что отсылает к песне Джони Митчелл «Ladies of the Canyon» с одноимённого альбома 1970 года. Другими участниками сцены Лорел Каньона, упомянутыми в строчках «Звучат Кросби, Стилз и Нэш / Пока вино сливается с Bacardi», были фолк-рок коллектив Crosby, Stills, Nash & Young, состоящий из Дэвида Кросби, Стивена Стиллза и Грэма Нэша. Рецензент The Atlantic Спенсер Корнхабер предположил, что в «Bartender» речь идёт о «юной девушке, купившей машину для того, чтобы незаметно слинять со своим парнем, так как боится, что её окружение будет насмехаться над ним». В статье Pitchfork «5 выводов, которые мы сделали после прослушивания Norman Fucking Rockwell» автор Сэм Содомски окрестил вступительные строчки трека «незабиваемыми ланаизмами» (англ. Lana-isms).
Песня получила в целом положительные отзывы критиков, отметивших минималистичность звучания и «приятный на слух» вокал Дель Рей. В то же время, повторяющийся звук «t» в «bar-t-t-tender» из последнего припева вызвал негативную реакцию у обозревателей Spin и Sputnikmusic: первые сравнили его с проявлением АСМР, вторые — окрестили раздражающим и даже «портящим» композицию. По мнению Роба Шеффилда из Rolling Stone, «Bartender», «How to Disappear» и «Love Song» отлично бы вписались в «эротический триллер из 90-х, записанный на кассету VHS, похороненную среди хлама на чердаке того, кто украл её из Blockbuster и умер раньше, чем заплатил штраф за украденное». Рецензент сайта A Bit of Pop Music, назвав трек одним из более примечательных на лонгплее, отмечал:

 Фортепианный лейтмотив божественен, а вокальная подача Дель Рей исключительно хороша — певица «заикается», исполняя «bar-t-t-tender», и даже «смеётся» в припеве. Местами слышен насыщенный по звучанию шёпот. Вся песня мечтательна и похожа на ряд кинокадров, на сладкий сон. Оригинальный текст (англ.)The repeated piano melodies are heavenly and Del Rey delivers on of her most outstanding vocal performance «stuttering» while pronouncing the title and even «laughing» in the chorus. That whispering voice is lush. The whole track is a dream like sequence and it sure is the sweet dream kind. — A Bit of Pop Music

## Музыкальное видео
О желании снять на «Bartender» музыкальное видео Дель Рей заявила ещё в январе 2018 года. Уже после выхода Norman Fucking Rockwell, в Instagram-трансляции 3 сентября 2019 года певица сообщила, что клип сняла её сестра Чак Грант. Вскоре стало известно, что «Bartender», наравне с «Norman Fucking Rockwell» и «Happiness Is a Butterfly», станет частью 14-минутного короткометражного фильма Ланы — «Norman Fucking Rockwell», премьера которого изначально планировалась на октябрь, но состоялась 20 декабря 2019 года на YouTube и других стриминговых платформах. В фильме приняли участие Александрия Кей, Эшли Родригес, Дьюк Николсон, Эмма Тиллман и Крэйг Старк. Кроме того, были задействованы отснятые в начале—середине марта 2018 года кадры для клипа «Venice Bitch», а также материалы со съёмок эксклюзивной обложки Norman Fucking Rockwell для Urban Outfitters. По сюжету, певица и её подруги разъезжают на фургоне по заброшенной парковке, донимая двух полицейских. Девушки кидают в их машину бутылки с разными напитками и пончики, пока те кругами преследуют их. При монтаже Дель Рей добавила CGI-эффекты взрывов и реактивных истребителей.

## Живое исполнение
«Bartender» стала частью сет-листа концертного турне The Norman Fucking Rockwell Tour в поддержку альбома. Дель Рей исполняла песню на всех 20 концертах первой ветки тура, каждый раз под № 2, после «Norman Fucking Rockwell», начиная с шоу 21 сентября 2019 года в Jones Beach Theater, Уанто, штат Нью-Йорк и заканчивая выступлением 30 ноября в Du Arena, Абу-Даби, ОАЭ. 13 октября певица исполнила «Bartender» на специальном концерте в Театре Клайва Дэвиса в Музее «Грэмми», Лос-Анджелес, Калифорния.

## Список композиций
| №   | Название    | Автор(ы)                  | Продюсер(ы)      | Длительность |
| --- | ----------- | ------------------------- | ---------------- | ------------ |
| 12. | «Bartender» | Лана Дель Рей, Рик Ноуэлс | Дель Рей, Ноуэлс | 4:23         |

## Участники записи
Данные взяты с сайта Discogs.
- Лана Дель Рей — автор, вокал, продюсер
- Рик Ноуэлс — автор, продюсер, пианино
- Кирон Мензис — звукорежиссёр, сведение
- Дин Рид — сведение
- Песня записана на студии The Green Building, Санта-Моника, Калифорния
- Мастеринг произведён Крисом Герингером на студии Sterling Sound, Нашвилл, Калифорния
- Трек издан на R-Rated Music (GMR), управляемый Universal Music Works